# Frerin
El enano Frerin es un personaje ficticio del legendarium del escritor británico J. R. R. Tolkien, mencionado únicamente en los apéndices de su novela El Señor de los Anillos. Frerin era el segundo hijo de Thráin II, hermano menor de Thorin Escudo de Roble, el protagonista de El hobbit.

## Historia ficticia
Frerin nació en el reino de Erebor en el año 2751 T. E., segundo hijo del rey Thráin II,  hermano menor de Thorin Escudo de Roble y hermano mayor de Dís. Era, por tanto, como sus hermanos, nieto del rey Thrór, y tío de Fíli y Kíli. Vivió en la Montaña Solitaria hasta que debió escapar de allí junto a sus hermanos cuando Erebor fue ocupada por el dragón Smaug en el año 2770 T. E. para reunirse más al sur con su padre y otros enanos supervivientes.
Frerin luchó junto a Thorin en la batalla de Azanulbizar (2799 T. E.) contra Azog el Profanador y sus fuerzas. El primer ataque de la vanguardia de los enanos, conducido por el mismo Thráin a la carga cuesta arriba, fue rechazado por los orcos, que eran demasiados, hasta un bosque cerca del Lago Espejo, debajo de la puerta oriental de Khazad-dûm. Allí cayó Frerin a temprana edad para la cuenta de los enanos, su pariente Fundin y muchos otros enanos de la Casa de Durin.